# مارتن يوحنا
مارتن يوحنا (23 مايو 1980 المملكة المتحدة - ) هو لاعب كرة قدم كندي يلعب كمدافع.

## روابط خارجية
- مارتن يوحنا على موقع قاعدة بيانات كرة القدم.إي يو (الإنجليزية)
- مارتن يوحنا على موقع Soccerbase.com (لاعب) (الإنجليزية)
- مارتن يوحنا على موقع Soccerway.com (الإنجليزية)